# Koski Tl
Koski Tl (en sueco, Koskis) es un municipio de Finlandia situado en la región de Finlandia del Suroeste. Tiene una población estimada, en febrero de 2023, de 2200 habitantes.
La superficie del término municipal es de 192.42 km², de los cuales 0.92 km² están cubiertos por agua. El municipio tiene una  densidad de población de 11.49 hab./km².
Limita con los municipios de Loimaa, Marttila, Pöytyä, Salo, Somero y Ypäjä.
El agregado Tl proviene de las iniciales de la antigua provincia de Turku y Pori (en finés, Turun ja Porin lääni). La intención era diferenciarlo de otro municipio también llamado Koski, denominado Koski Hl (el agregado Hl son las iniciales de la antigua provincia de Häme; en finés, Hämeen lääni). A pesar de que este último municipio cambió su denominación por Hämeenkoski en 1996, Koski Tl mantuvo su nombre.
En el municipio se habla exclusivamente el idioma finés.